# Bataille de Smolensk (1812)
Pour les articles homonymes, voir Bataille de Smolensk.
Sixième Coalition
La bataille de Smolensk, livrée le 17 août 1812, opposa une partie de la Grande Armée de Napoléon — environ 175 000 hommes au total, dont près de 50 000 engagés dans l’action — aux forces russes du général Mikhaïl Barclay de Tolly et du prince Piotr Bagration, fortes d’environ 130 000 soldats, dont 30 000 participèrent directement aux combats,. 
Smolensk, ville fortifiée sur la rive gauche du Dniepr, constituait une position stratégique majeure couvrant la route de Moscou. Après plusieurs semaines de retraite face à l’avancée française, l’état-major russe décida d’y concentrer ses deux armées pour y livrer bataille. Les troupes de Napoléon, ayant franchi le Dniepr à l’est de Doubrowna, atteignirent les abords de Smolensk le 16 août, se limitant à des escarmouches et à quelques échanges d’artillerie ; les assauts majeurs contre les faubourgs et les murailles ne furent lancés que le lendemain. Les Russes opposèrent une résistance acharnée, puis se replièrent dans la nuit du 17 au 18 août, incendiant en partie la ville. La victoire resta tactiquement indécise : les Français prirent possession d’une cité en grande partie détruite, mais l’armée russe échappa à l’encerclement.

## Contexte

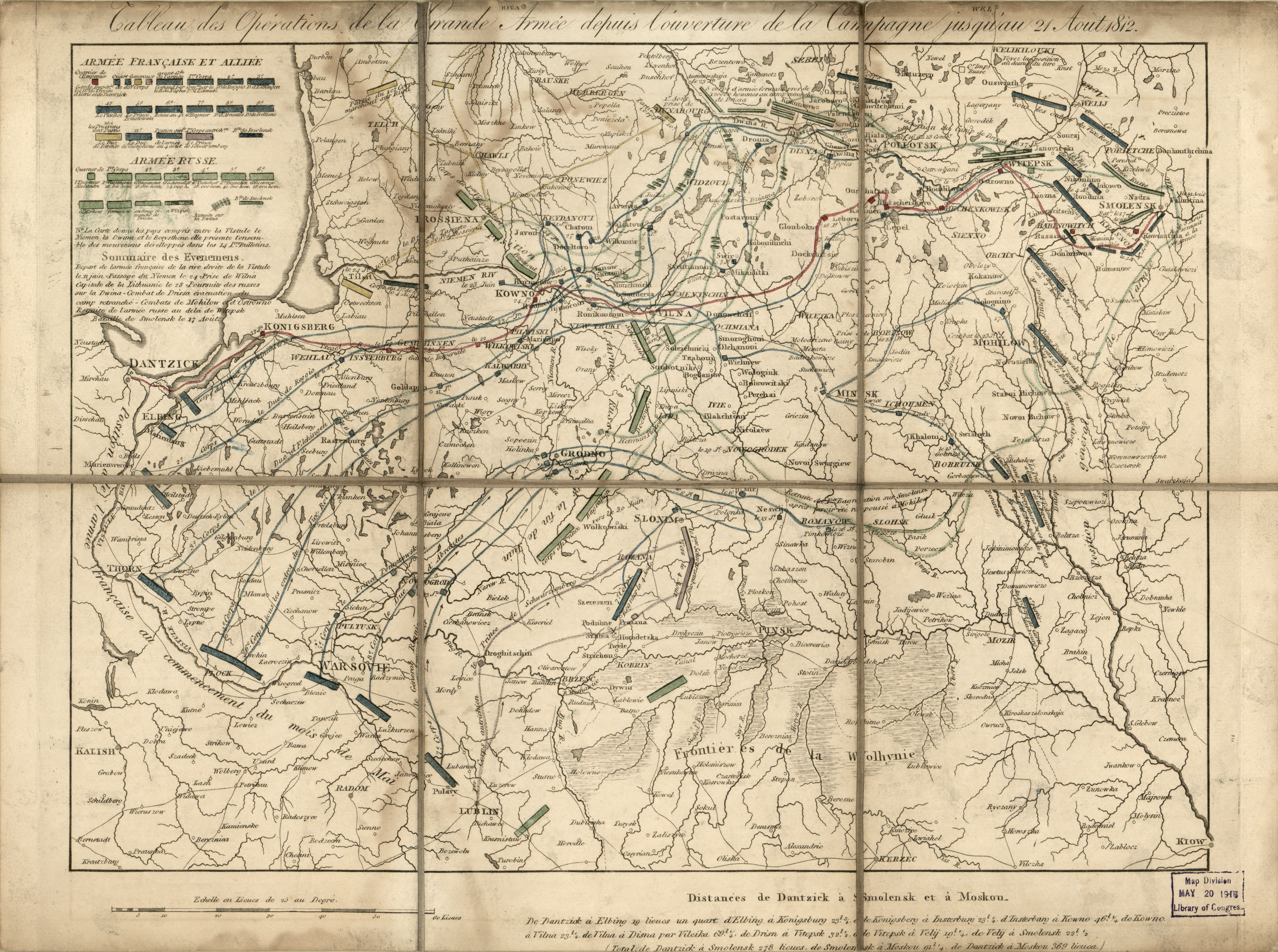
Tableau des opérations de la Grande Armée depuis l'ouverture de la campagne jusqu'au 21 aout 1812

Depuis le début de l’invasion, la Grande Armée progressait en territoire russe sans parvenir à forcer une bataille décisive. Les forces de Barclay de Tolly et de Bagration se repliaient méthodiquement, infligeant aux Français une longue poursuite épuisante à travers un pays ravagé, tout en préservant leur cohésion. Ce retrait provoquait des tensions au sein du commandement russe : Bagration et plusieurs généraux réclamaient un affrontement, tandis que Barclay, prudent, craignait de risquer l’armée principale dans des conditions défavorables.
À la mi-août, face à la menace d’un débordement français sur la route de Moscou, Barclay changea de plan et ordonna à Bagration de concentrer ses forces à Smolensk, où les deux armées russes purent enfin se réunir. La ville, protégée par de solides murailles et par le Dniepr, constituait un point d’ancrage idéal pour tenter de stopper Napoléon. Le 15 août 1812, jour du 43e anniversaire de l’Empereur, les avant-gardes françaises approchaient de Smolensk, prêtes à engager la bataille qui devait, espérait-on, mettre fin à la retraite russe.

## La bataille

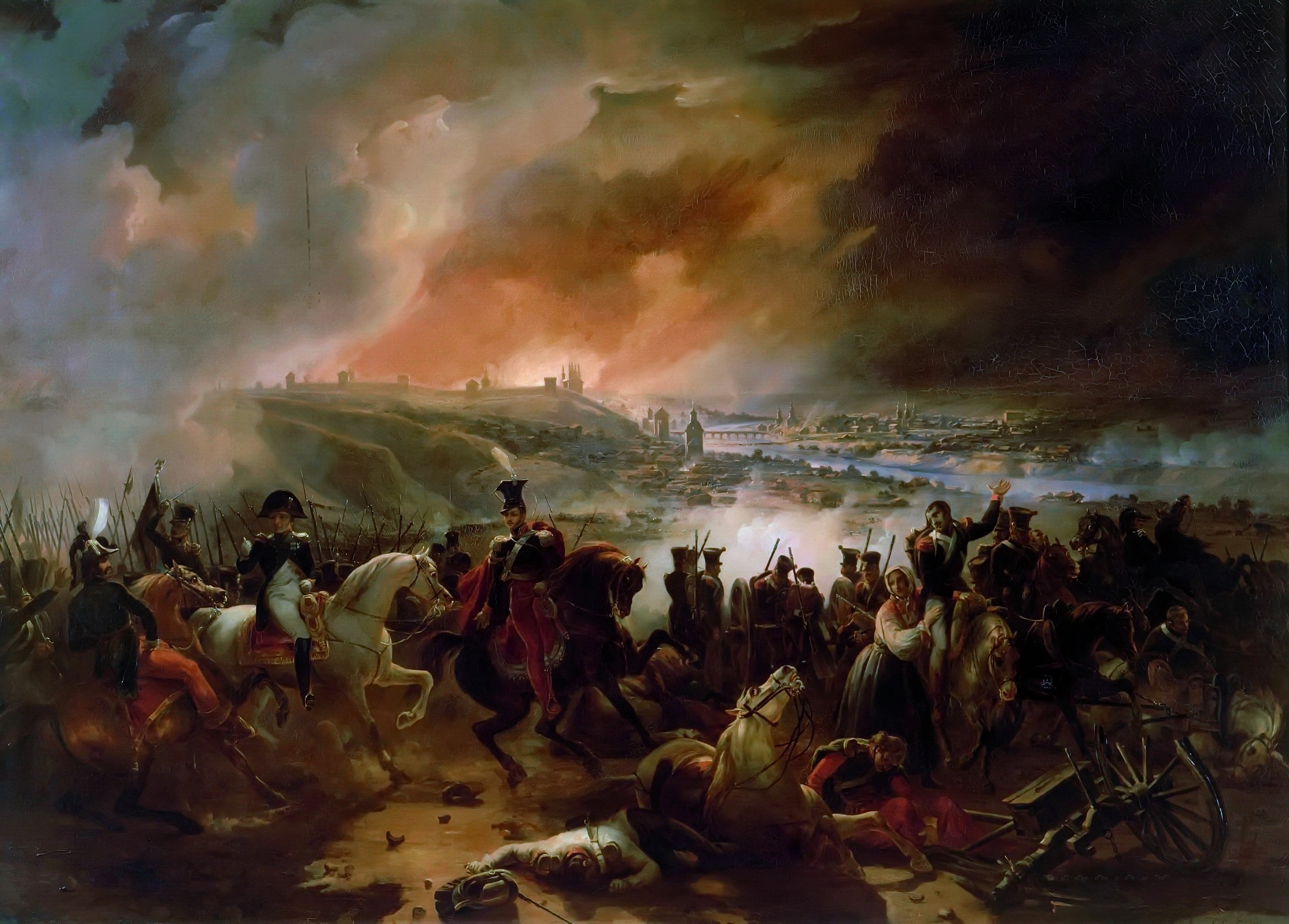
Napoléon et le prince Joseph-Antoine Poniatowski le 17 août 1812 lors de la bataille de Smolensk (Jean-Charles Langlois, 1839). Il ne prit cependant pas part lui-même à la campagne de 1812 ; son œuvre est une reconstitution artistique ultérieure, fondée sur des sources secondaires et sur l’imagination militaire.

### Premiers combats – 16 août 1812
À l’aube du 16 août (dimanche), les forces françaises atteignirent les faubourgs orientaux et méridionaux de Smolensk. Les troupes de Davout (I Corps), Ney (III Corps), et du corps polonais de Poniatowski (V Corps) furent déployées pour attaquer les principales portes et franchir les fossés secs qui protégeaient la ville du côté sud, tandis que l’artillerie se mettait en batterie sur les hauteurs de la rive gauche. Les Russes, retranchés derrière les remparts et dans les faubourgs, opposèrent une vive résistance. 
La journée se limita toutefois à des tirs d’artillerie et à quelques escarmouches : Barclay refusa de s’engager dans une bataille générale à découvert, préférant tenir les positions fortifiées et préserver ses forces. Au soir, les lignes restaient pratiquement inchangées : la ville demeurait aux mains des Russes, et le choc décisif n’eut lieu que le lendemain.

### Deuxième journée – 17 août 1812

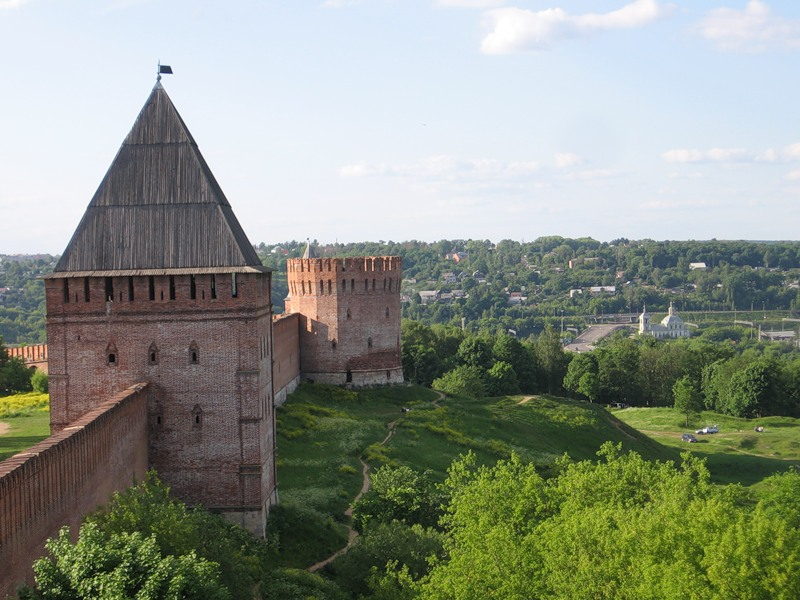
Kremlin de Smolensk

Dès le matin du 17 août (lundi), Napoléon ordonna une série d’attaques coordonnées contre les points faibles supposés des défenses. Ney et Davout renouvelèrent leurs assauts contre les portes méridionales, tandis que Poniatowski mena ses Polonais contre la citadelle occidentale. Vers le milieu de l’après-midi, l’artillerie française, massée sur la rive gauche, ouvrit un feu nourri qui provoqua de nouveaux foyers d’incendie à l’intérieur des murs. Les combats furent particulièrement acharnés dans les faubourgs, où plusieurs redoutes changèrent de mains à plusieurs reprises. La journée se distingua par de violents échanges d’artillerie et par des assauts locaux, repoussés avec de lourdes pertes des deux côtés.
Malgré la pression, Barclay de Tolly parvint à contenir les percées et à éviter l’encerclement. Vers la fin de l’après-midi, l’incendie se déclara dans plusieurs quartiers — peut-être allumé par des tirs d’artillerie ou par les Russes eux-mêmes afin de couvrir leur défense — enveloppant Smolensk d’un épais nuage de fumée. Dans la nuit du 17 au 18 août, l’armée russe se replia de manière ordonnée vers l’est, traversant le Dniepr et détruisant une partie des ponts. Les arrière-gardes, appuyées par l’artillerie, couvrirent la retraite et mirent le feu à plusieurs quartiers pour ralentir la progression ennemie.
Selon le général Antoine Dedem van Gelder, la journée du 17 août coûta de nombreuses vies, « et sans doute plusieurs milliers d’hommes furent envoyés à la mort inutilement ; car dès quatre heures de l’après-midi, il y avait des signes que l’ennemi se préparait à incendier et à évacuer la ville, bien que les combats fussent encore acharnés ». Le général Joseph Marie Dessaix, dont la division faisait partie de la réserve, nota qu’il n’avait pas été autorisé à participer aux combats du 17 août.

## Galerie

Smolensk, probablement le 17 août 1812 par Albrecht Adam. Dans: Voyage pittoresque et militaire de Willenberg en Prusse jusqu'a Moscou 1827. Bibliothèque nationale (Pologne)
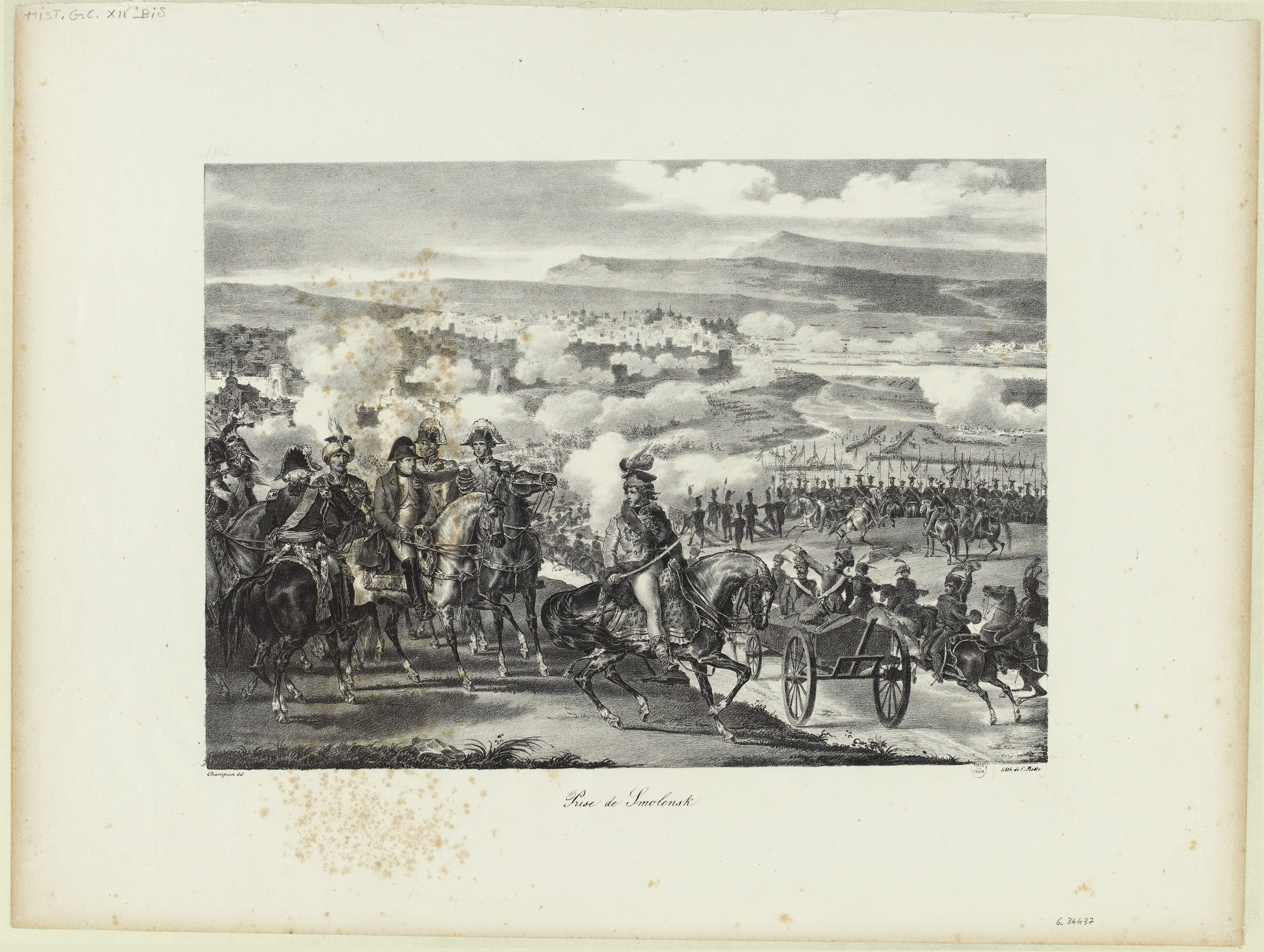
Prise de Smolensk 17 août  par A. Champion, dessinateur-lithographe
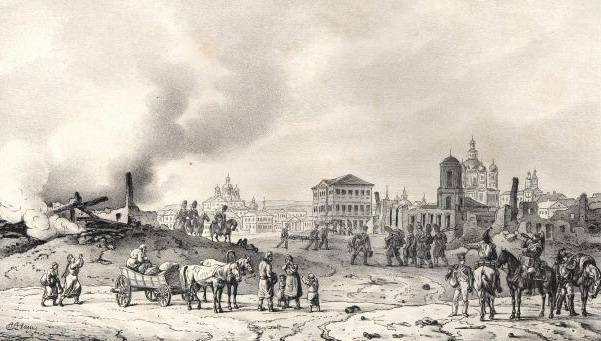
Smolensk 18 août par Albrecht Adam.
Smolensk, le 19 août, vu du Nord par Albrecht Adam.
Devant Smolensk le 20 août, par Albrecht Adam

## Résultat

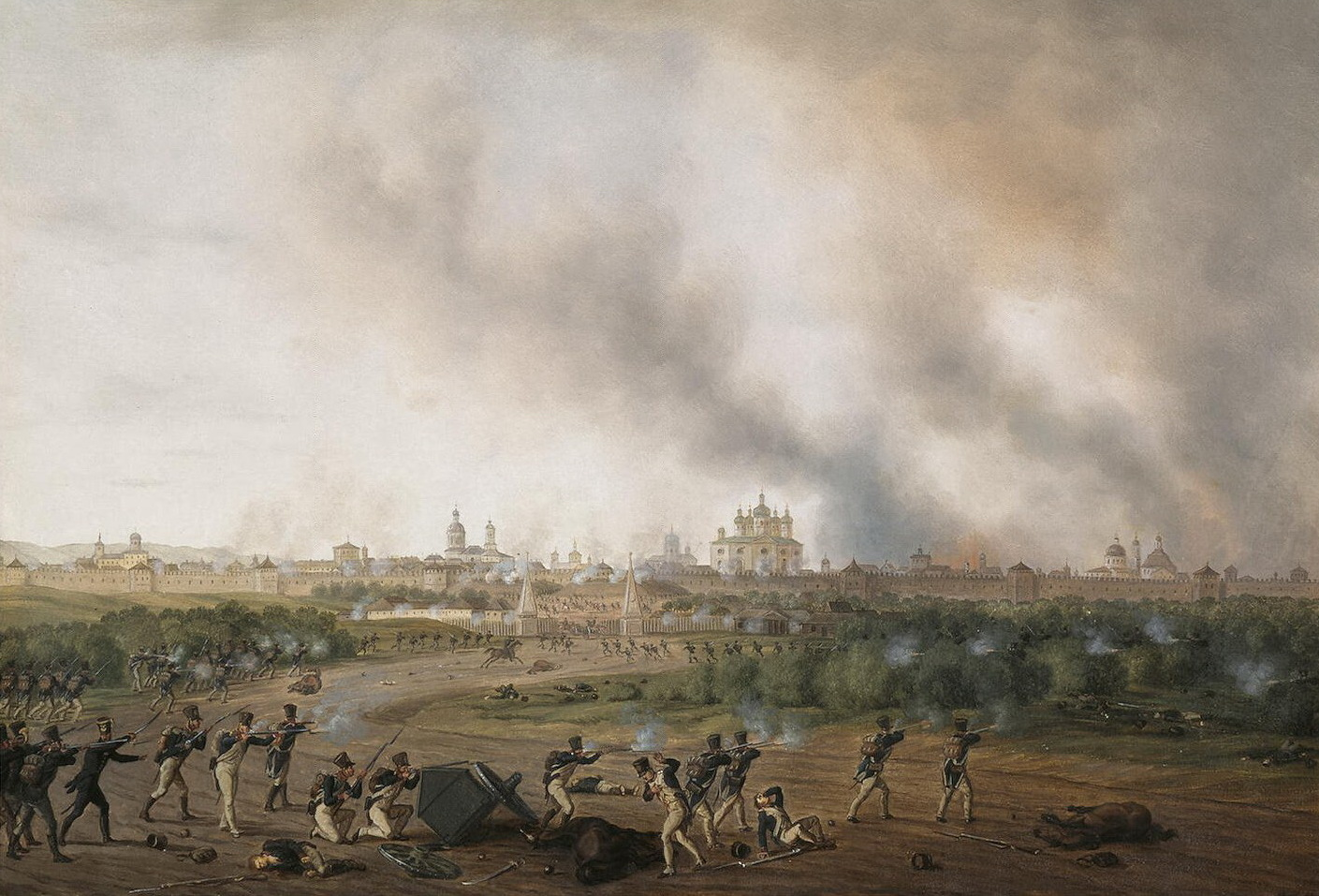
Battaille de Smolensk, le 18 aout 1812, vu du Nord par Albrecht Adam

### Contexte immédiat
Après l’assaut du 17 août, les Russes évacuèrent Smolensk dans la nuit du 17 au 18 pour éviter l’encerclement. La ville passa sous commandement français, mais l’ennemi conservait son armée intacte et se retira en bon ordre vers l’est.
Le 18 août au matin, les Français occupèrent Smolensk, mais trouvèrent une ville largement incendiée et dépourvue de ressources. Selon Caulaincourt, l’arsenal avait toutefois été épargné. Bien que la ville fût un point fortifié important sur la route de Moscou, sa destruction limita fortement son utilité comme base d’approvisionnement.
Plusieurs contemporains critiquèrent la bataille. L’officier de santé Louis-Guillaume Puybusque, témoin des opérations, affirma que « Robinson Crusoé était mieux loti sur son île » et que tout vivres trouvé à Smolensk fut immédiatement envoyé vers l’armée, concluant qu’« il avait été une grande erreur d’entreprendre cette expédition ». Pour le général Jomini, gouverneur de Smolensk, l’attaque fut « mal conçue » et ne rapporta que peu de résultats. Le général de Vaudoncourt jugea également que la manœuvre manquait de coordination et que l’emploi de l’artillerie n’avait pas permis de percer les défenses. Du côté russe, le général Iermolov décrivit en détail la défense de la ville et la retraite sur la rive droite du Dniepr dans la nuit du 17 au 18 août.
Les rues, magasins et caves étaient pour la plupart vides, mais les soldats trouvèrent de grandes quantités de pommes et d’autres fruits ; Dedem de Gelder mentionna avoir mangé une pêche, une ananas, tout en regrettant de ne pas avoir eu de soupe. Les officiers français interdirent le pillage des églises et tentèrent de maintenir un certain ordre. Le 21 août, le calme revint partiellement dans la ville. Les habitants restants regagnèrent leurs maisons — ou ce qu’il en subsistait. À la fin du mois, une épidémie de dysenterie éclata, causée par la présence de cadavres en décomposition et le manque d’eau potable. Le chirurgien en chef Dominique-Jean Larrey nota qu’il dut utiliser du parchemin et du papier provenant des archives de l’État pour faire des pansements et des attelles, faute de matériel médical adéquat.

### Bilan humain
Les estimations des pertes divergent nettement selon les sources :
- les bulletins officiels français minimisèrent fortement les chiffres[28];
- Thiers et Zamoyski évaluent les pertes françaises autour de 9 000 à10000 hommes mis hors de combat[40],[28];
- Buturlin avance 14 000 pertes du côté français contre 6 000 russes[41];
- Larrey, chirurgien en chef de la Garde, évoque environ 10 000 blessés (Français et Russes) pris en charge dans 15 bâtiments transformés en hôpitaux[42].

### État de la ville
La question de l’ampleur des destructions est débattue. Jomini — nommé plus tard gouverneur militaire de Smolensk — écrit qu’« à Smolensk, à peine la moitié de la ville fut détruite », nuance importante face au récit des bulletins. Les témoignages médicaux décrivent en revanche une situation humanitaire catastrophique : improvisions de pansements, manque de subsistances et afflux de milliers de blessés, selon Larrey.

### Portée stratégique
La prise de Smolensk fut une victoire officielle, mais un échec stratégique : Napoléon n’obtint pas la bataille décisive espérée et la retraite russe se poursuivit. Les historiens soulignent le décalage entre le succès tactique du 17 août et l’absence de décision stratégique,.

### Conséquences immédiates
Le 18 août, l’arrière-garde russe fut de nouveau affrontée à Valoutina Gora (Loubino). Sur le plan administratif, Smolensk fut d’abord gouvernée par le général Joseph Barbanègre, puis — quelques semaines plus tard — par Jomini, qui prit le 8 octobre le commandement militaire de la place et l’organisation des colonnes et convois de ravitaillement.